# Добровље (Зрече)
Добровље (словен. Dobrovlje) је насељено место у општини Зрече, Савињска регија, Словенија.

## Историја
До територијалне реорганизације у Словенији било је у саставу старе општине Словенске Коњице. Као самостално насеље, Добровље постоји од 1994. године. Настало је спајањем засебних делова од насеља Добрава при Коњицах и Габровље.

## Становништво
У попису становништва из 2011. године, Добровље је имало 371 становника.
| Број становника према пописима | Број становника према пописима |
| ------------------------------ | ------------------------------ |
| 2002                           | 2011                           |
| 341                            | 371                            |

Напомена: Године 1994. настала спајањем издвојених делова из насеља Добрава при Коњицах (Словенске Коњице) и Габровље (Словенске Коњице).